# ŽKK Play Off Sarajevo
O ŽKK Play Off Sarajevo, atualmente conhecido como ŽKK Play Off Meridianbet por motivos de patrocínio, é um clube profissional de basquete feminino com sede em Sarajevo, Bósnia e Herzegovina. A equipe compete no Campeonato de Basquete Feminino da Bósnia e Herzegovina e manda seus jogos no Centro Cultural e Esportivo Ilidža, que tem capacidade para 2.700 espectadores.
Notavelmente, em apenas 15 meses após a formação da equipe feminina, o clube venceu a Liga A1 (segunda divisão) na temporada 2012/2013 e terminou como vice-campeão no campeonato nacional no ano seguinte. Entre suas conquistas mais notáveis estão três títulos do campeonato nacional da Bósnia e Herzegovina e uma vitória na Copa da Bósnia e Herzegovina. O ŽKK Play Off também participou da Liga Adriática, competindo contra os principais times da região.

## Palmarés
Campeonato da Bósnia e Herzegovina
- campeão (4): 2016, 2017, 2022
- vice-campeão (3): 2014, 2015, 2018

Copa da Bósnia e Herzegovina
- campeão (1): 2017
- vice-campeão (3): 2016, 2018, 2022

## Classificação da temporada
| - 2013-14: 2º - 2014-15: 2º - 2015-16: campeão - 2016-17: campeão | - 2017-18: 2º - 2018-19: 4º - 2019-20: 4º - 2020-21: 4º | - 2021-22: campeão - 2022-23: 4º - 2023-24: 8º - 2024-25: 3º |

## Jogadoras notáveis
Lista de ex-jogadoras notáveis:
| - Neira Alispahić - Sandra Azinović - Ines Babić - Nikolina Babić - Amra Begić - Dajana Bugarin - Almira Ćato - Anđela Delić - Nikolina Delić | - Nikolina Džebo - Marina Džinić - Miljana Džombeta - Valentina Galušić - Nedžla Kovačević - Zdenka Kovačević - Jovana Marković - Azra Nikšić - Lejla Omerbašić | - Tea Perić - Hena Spahić - Iris Starčević - Vanja Vasilić - Amra Đapo - Milica Milošev - Ines Ćorda - Nikolina Nikolić - Bojana Vulić | - Samantha Roscoe - Cory Tiny Adams - Deijah Blanks - Cierra Ceazer - Andie Easley - Monet Johnson - Teisha King - Rishonda Napier |

## Técnicos notáveis
- Goran Lojo